# Pavel Hynek
Pavel Hynek (* 4. ledna 1970 Praha) je bývalý český hokejista a pozdější trenér. V mládí, až do juniorů, nastupoval za pražskou Spartu. Aktivní hráčskou kariéru ukončil ve 25 letech v I. ČLTK Praha.
Posléze vystudoval na Fakultě tělesné výchovy a sportu Univerzity Karlovy (FTVS) obor trenérství. Ještě během studií pomáhal Františku Výbornému při trénincích sparťanských juniorů.
Ve své kariéře trénoval Beroun, dále se pak stal asistentem ve Spartě, posléze v Litvínově, Ústí nad Labem, Znojmě, Plzni, Karlových Varech, pak na Slovensku ve Slovanu Bratislava, následně v Pardubicích a Liberci. Od 4. května 2015 vedl spolu s Milanem Razýmem mužstvo Slavie Praha. Z této pozice byl ale kvůli neuspokojivým výsledkům 8. prosince 2015 odvolán.
Mezi jeho sportovní úspěchy se řadí mistrovské tituly v české Extralize, jichž dosáhl dvakrát se Spartou, konkrétně v letech 2000 a 2002, a posléze roku 2012 též s Pardubicemi. Na juniorském mistrovství světa 2001 působil v roli asistenta trenéra české reprezentace, která na turnaji vybojovala zlaté medaile.

## Rodina
S manželkou Adélou má syna Pavla. Žije ovšem s partnerkou Michaelou, s níž má syna Jana.[zdroj?]